# Brixx
Brixx — датская поп-рок-группа из Фарума, представители Дании на конкурсе песни Евровидение-1982.
В состав коллектива входили Йенс Брикстофте (дат. Jens Brixtofte), Торбен Якобсен (дат. Torben Jacobsen), Джон Хаттинг (дат. John Hatting), Стэн Айлер Ольсен (дат. Steen Ejler Olsen) и Бьорн Хольмегор Сёренсен (дат. Bjørn Holmegård Sørensen).
Музыканты объединились исключительно для участия на музыкальном конкурсе «Dansk Melodi Grand Prix», выиграв который, они получили возможность представить свою страну на конкурсе песни Евровидение-1982, проходившем в Харрогейте (Великобритания). На конкурсе они выступили на тринадцатой позиции с композицией «Video-Video». Песня, набрав лишь 5 баллов, заняла семнадцатое (предпоследнее) место.
Йенс Брикстофте является братом бывшего мэра Фарума Петера Брикстофте. Джон Хаттинг впоследствии снова примет участие на Евровидение 1986 в составе дуэте Trax.